# غورد كون
غورد كون هو لاعب هوكي الجليد كندي، ولد في 19 نوفمبر 1905 في Truro, Nova Scotia ‏ في كندا، وتوفي في 29 يوليو 1978.

## وصلات خارجية
- غورد كون على موقع دوري الهوكي الوطني (الإنجليزية)
- غورد كون على موقع EliteProspects.com (الإنجليزية)
- غورد كون على موقع HockeyDB.com (الإنجليزية)
- غورد كون على موقع Hockey-Reference.com (الإنجليزية)